# 日産・キャシュカイ
キャシュカイ（QASHQAI）は、日産自動車が欧州をはじめとした日本国外で販売しているコンパクトサイズのSUVである。日本では初代モデルのみ「デュアリス（DUALIS）」として販売されていた。

## 概要
キャシュカイは日産の欧州戦略車種として位置付けられており、欧州市場をメインに販売が行われる。
2002年末に新型アルメーラの開発計画が始動したが、十分な利益が見込めなかったため、同年12月13日に計画が一旦中止された。しかし欧州市場において日産の評価は四輪駆動車と小型車に集中しており、特にアルメーラの属するCセグメント車は生産の3分の1以上を占めていたため、新型アルメーラの開発中止は欧州市場からの撤退にもつながりかねず、日産の商品開発者に大きな危機感をもたらした。そんな中新たな商品企画が模索され、2003年7月に提案された新商品がキャシュカイである。アルメーラの後継車と位置づけられているが、開発段階においてはまったく新しいジャンルの車として開発された。
日本では初代のみ「デュアリス」として販売されていたが、エクストレイルへの統合により1代限りで販売を終了し、2代目以降は日本市場には導入されていない。

## 初代 J10/J10E型（2006年 - 2013年）
欧州、南アフリカ、中東諸国、シンガポール、中国、ニュージーランド、南米諸国では「キャシュカイ」の名称で、オーストラリアおよび日本では「デュアリス」の名称で販売される。なお、北米、台湾、韓国には導入されず、プラットフォームを共有する同クラスのSUVであるローグが販売される。
当初、生産は英国日産自動車製造会社（NMUK）のサンダーランド工場で集中的に行われ、各市場に輸出するかたちがとられたが、中国向けは後に中国の東風日産で現地生産されるようになった。
プラットフォームは、セントラやエクストレイル、ルノーサムスン・QM5などで使用されているCプラットフォームが採用された。
エンジンは全て直列4気筒で、ガソリンが1.6L HR16DE型と2.0L MR20DE型、ディーゼルは1.5L K9K型と2.0L M9R型が設定された。ただし2.0L M9R型は2012年モデルからは姿を消し、代わって1.6L R9M型がラインナップに加わっている。トランスミッションは、5速MT、6速MT、6速AT、CVTが用意される。駆動方式はFFまたは4WD。
2010年3月、中国生産車を除きマイナーチェンジを実施した。フロントバンパー・グリル、ヘッドライト、エンジンフードのデザインを一新してフロント部分のデザインを大幅に変更し、同時にテールランプのデザインについても一部変更されている。
販売は好調で、イギリス日産では2007年のトップセラーカーとなり、英国サンダーランド工場においては2007年6月と2008年1月に2回の増産を行った。なお、欧州市場での販売の約70%はFF車である。

### キャシュカイ+2
2+3+2の3列シート7人乗りモデルであるキャシュカイ+2（キャシュカイ プラスツー、QASHQAI +2）は、2008年1月からNMUKで製造が開始され、同年10月から欧州で販売が開始された。型式はJ10E。
ベースのキャシュカイに比べ、ホイールベースが135mm、全長が211mm延長され、全高は38mm高められている。また、フロントグリルはキャシュカイとは別意匠のものが採用されている。2010年3月に行われたマイナーチェンジではエクステリアデザインが大幅に変更されるが、それによりフロントデザインはキャシュカイと共通となる。

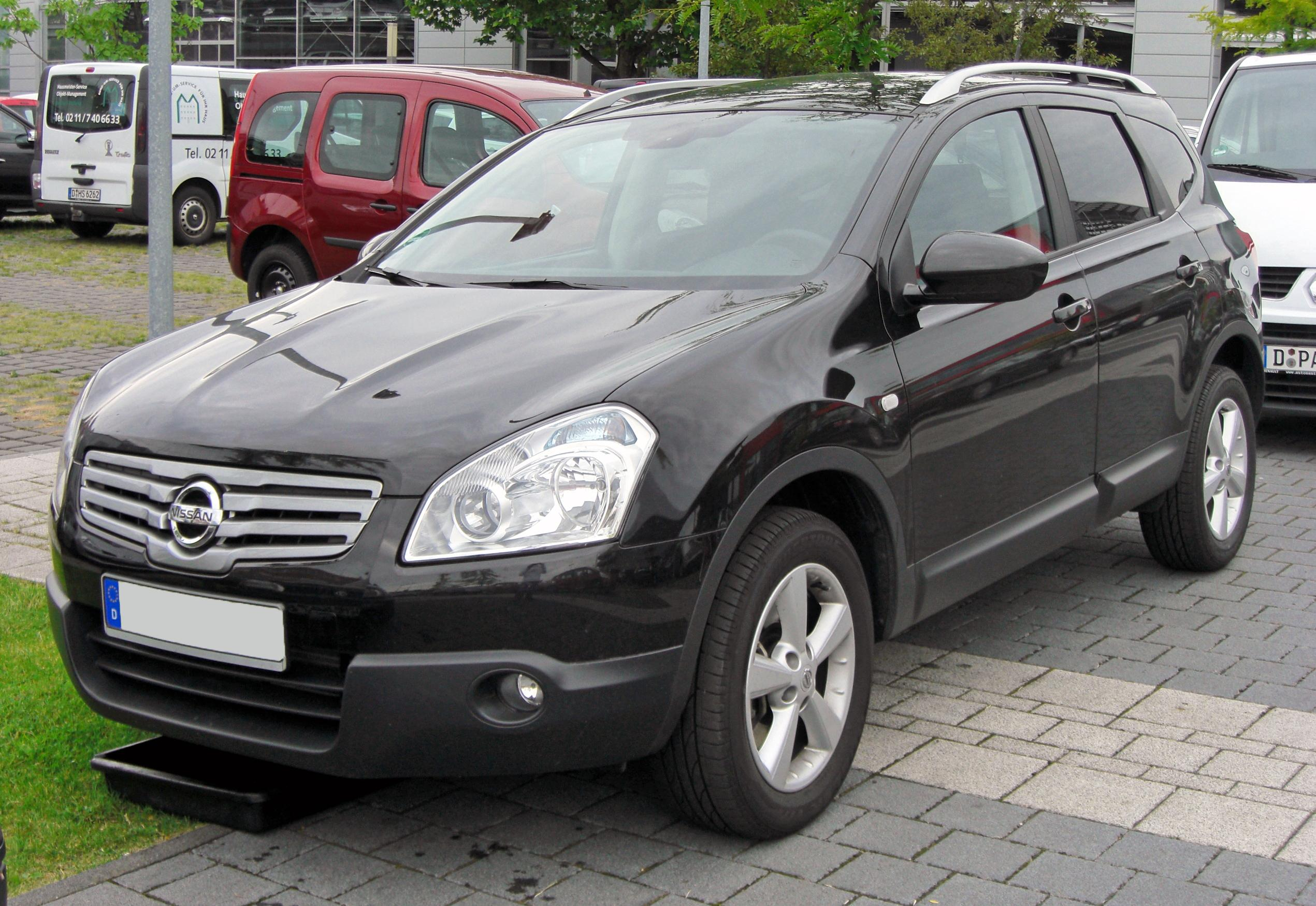
キャシュカイ+2 前期型 フロント（2008年10月 - 2010年3月）
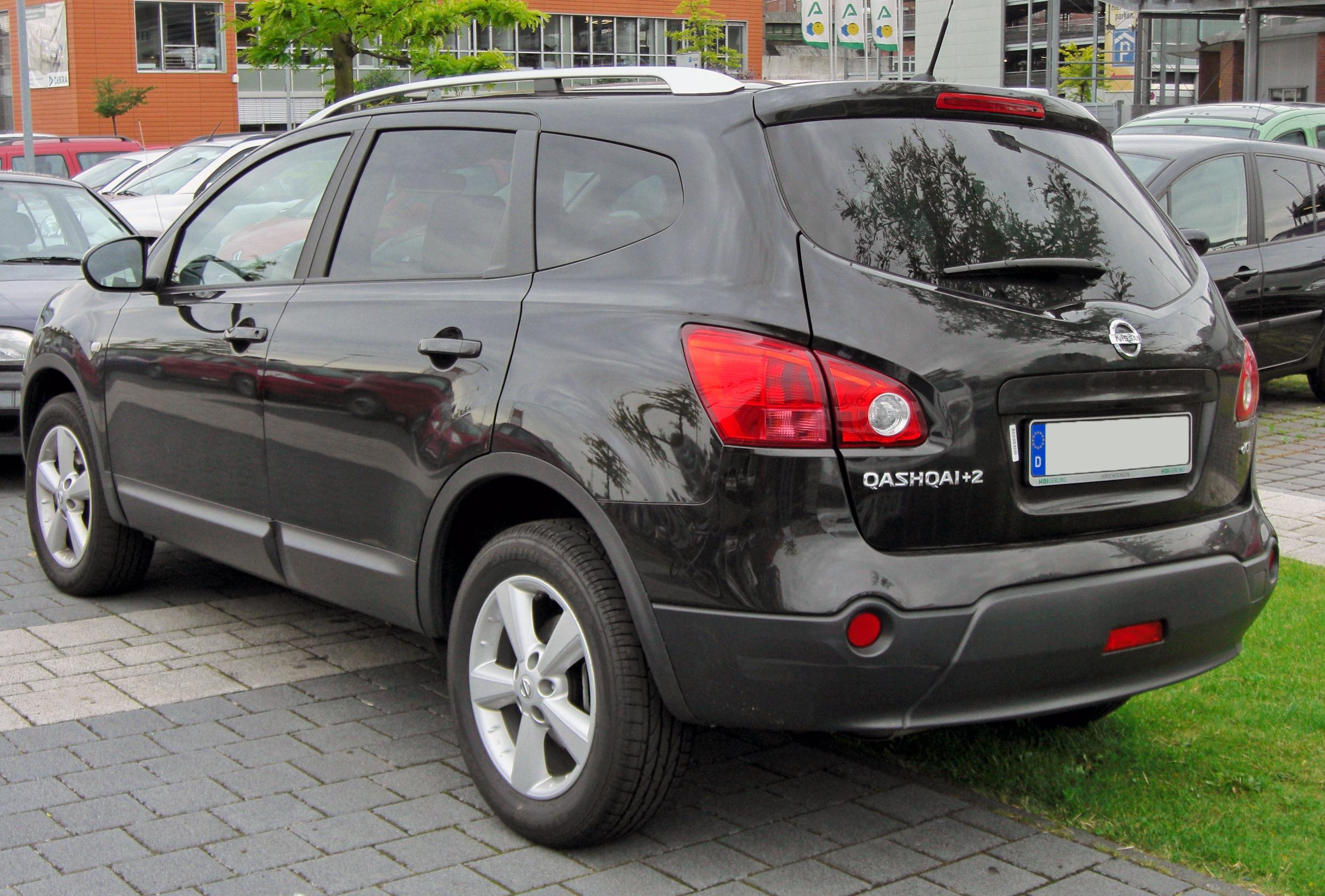
キャシュカイ+2 前期型 リア（2008年10月 - 2010年3月）
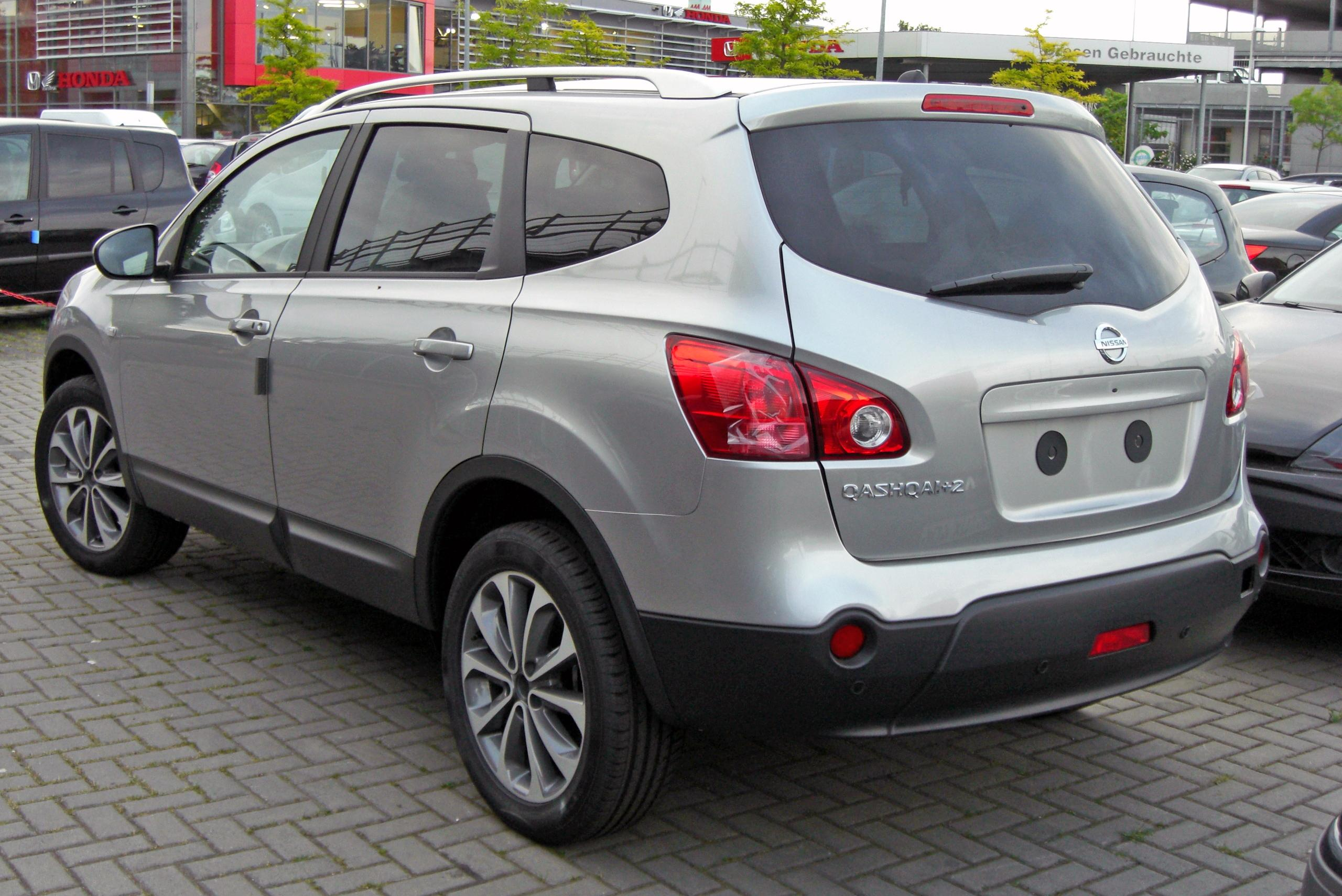
キャシュカイ+2 n-テック （前期型、2009年5月-2010年3月）
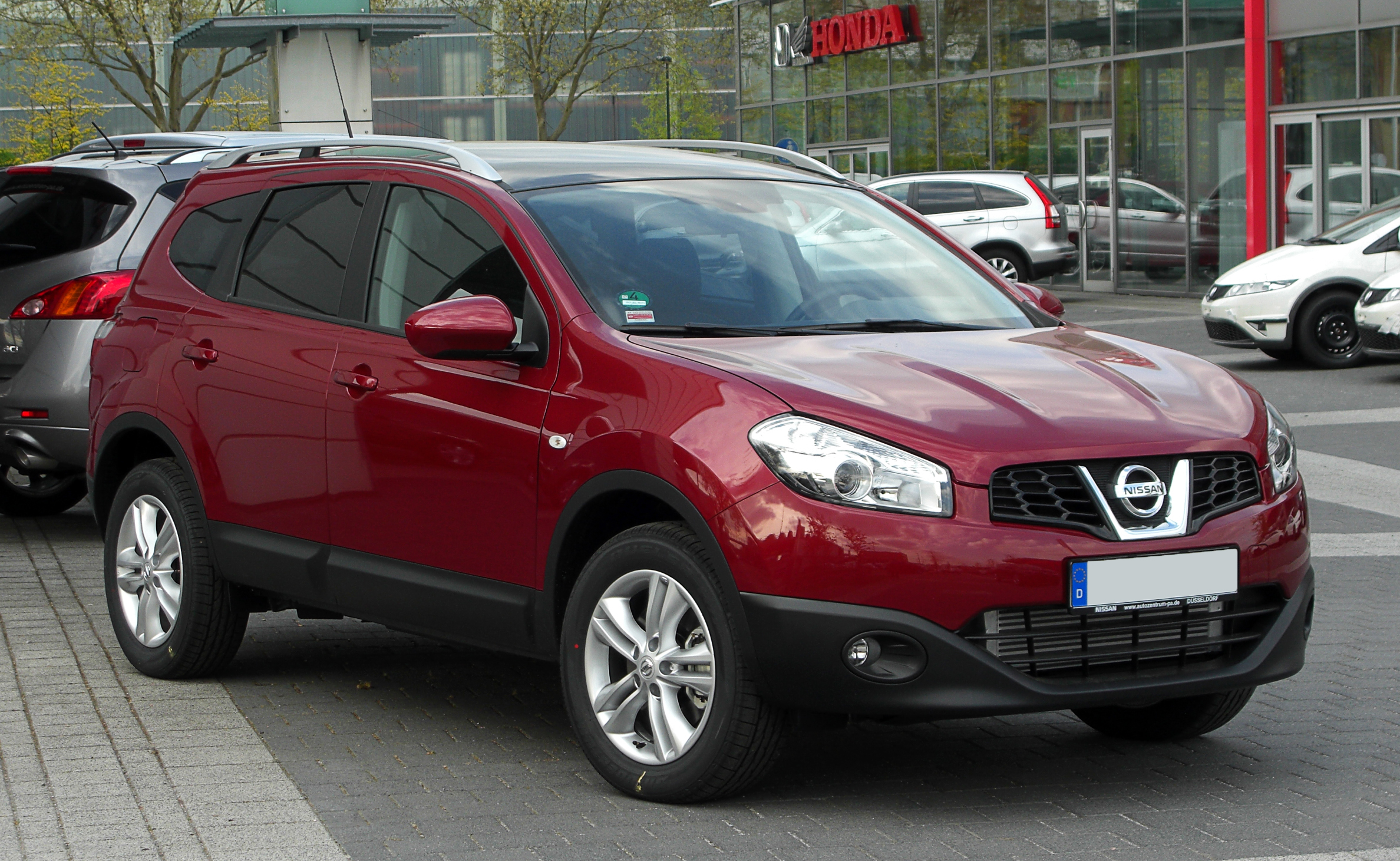
キャシュカイ+2 後期型 フロント（2010年3月-2014年3月）
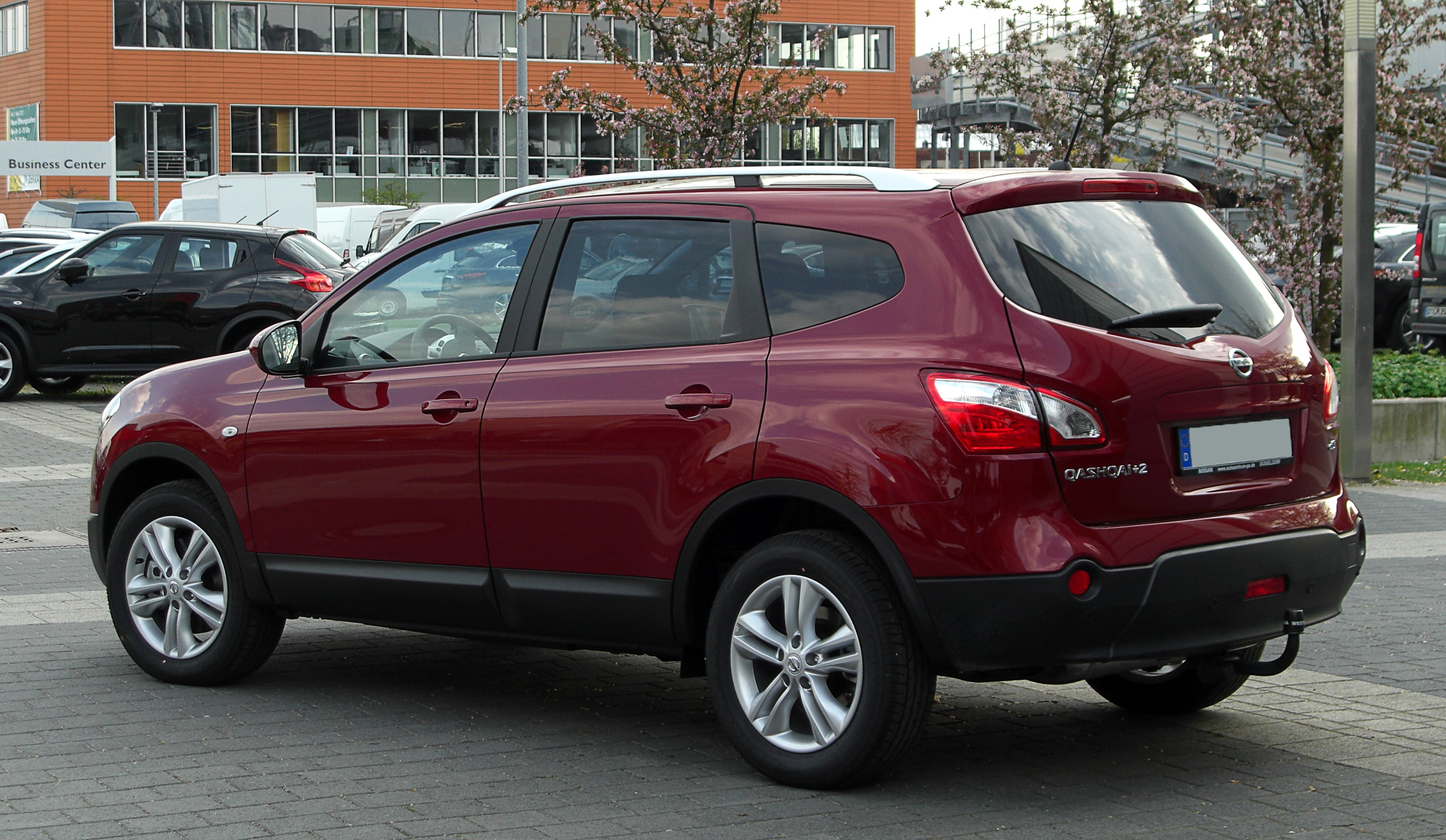
キャシュカイ+2 後期型 リア（2010年3月 -2014年3月）
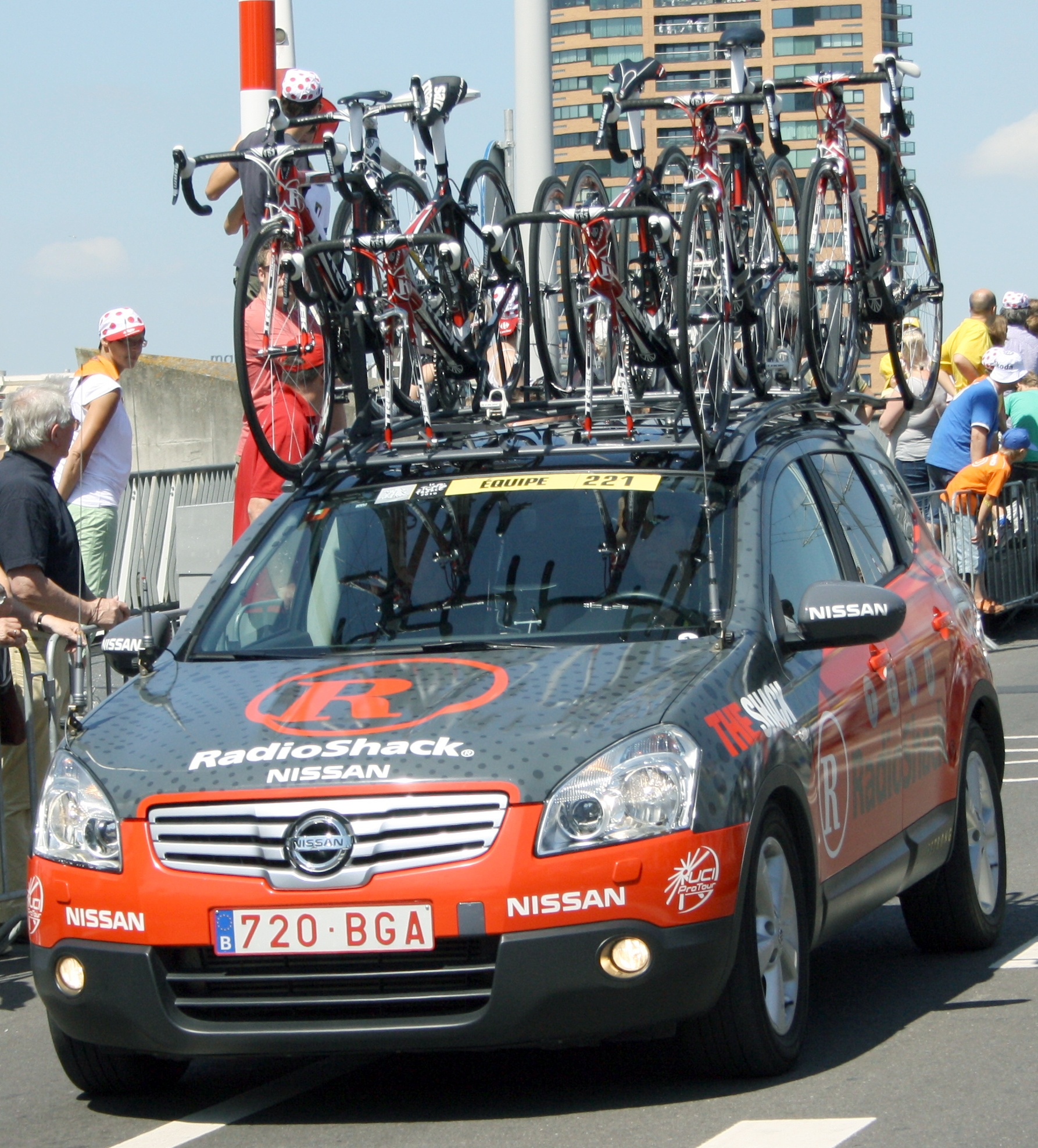
チーム・レディオシャックのチームカー（2010年7月）[注釈 1]

### 年表

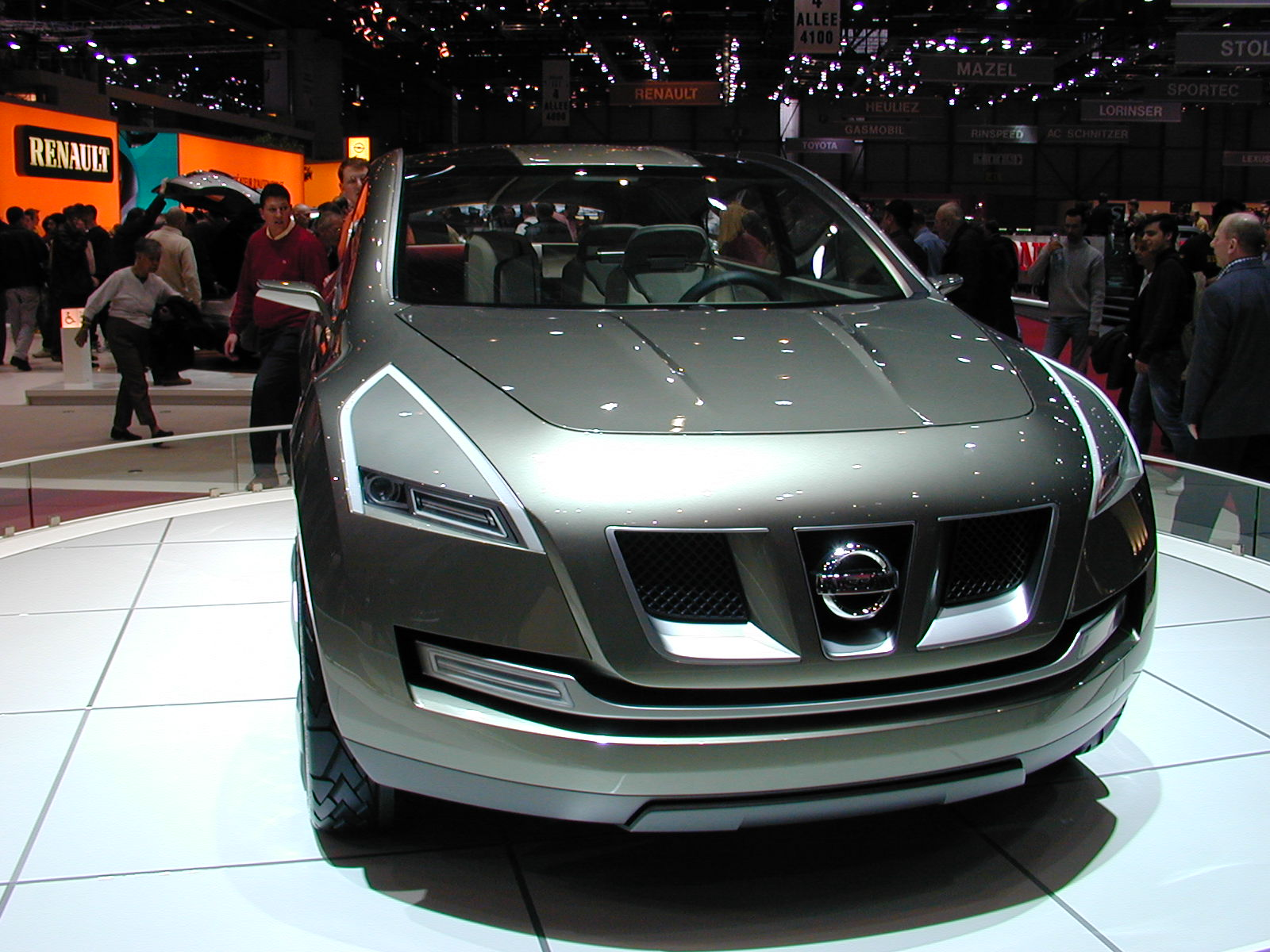
キャシュカイ コンセプトモデル

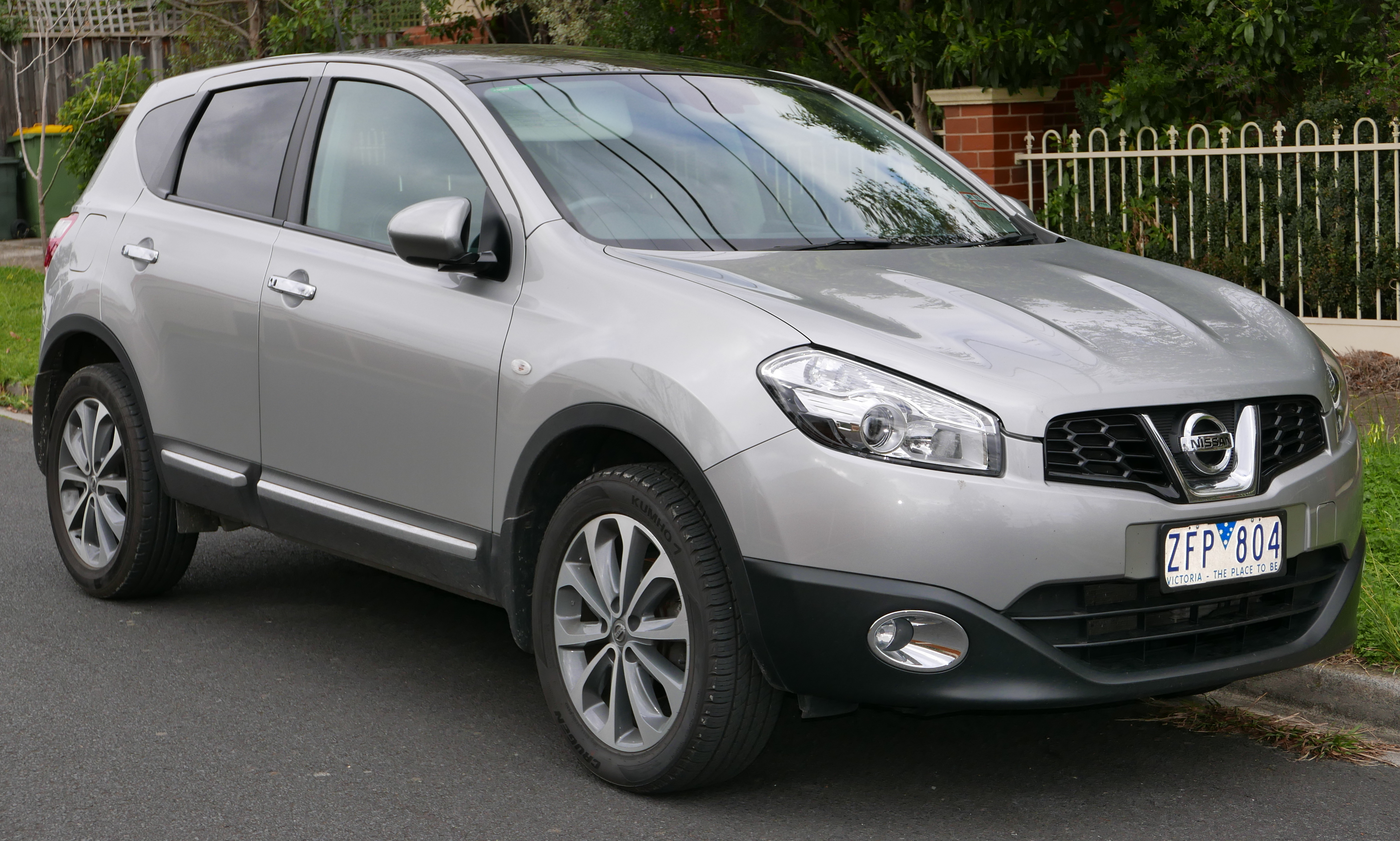
後期型 フロント

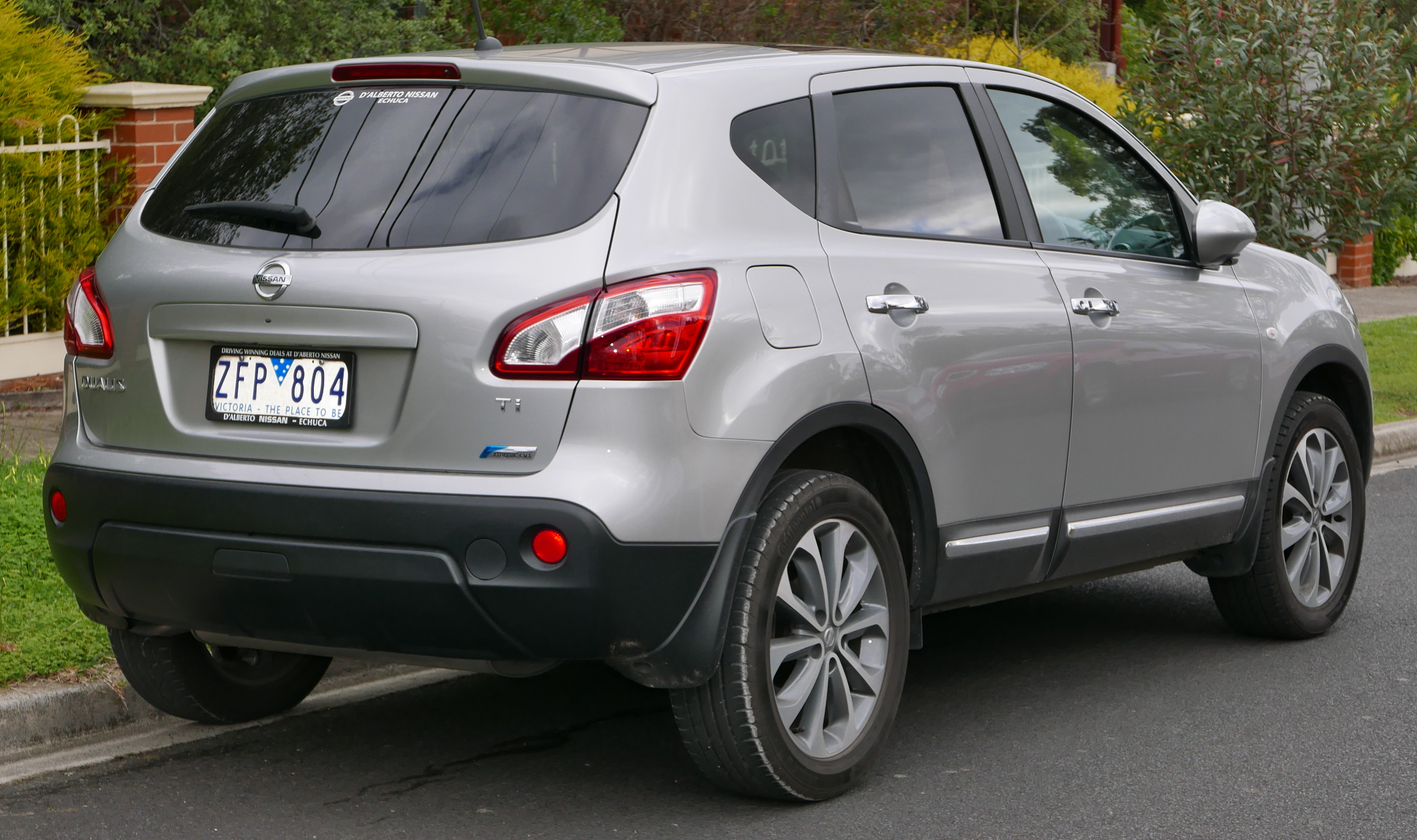
後期型 リア

- 2004年3月2日 - ジュネーブモーターショーに「キャシュカイ」コンセプトモデルを出展。
- 2006年
  - 9月6日 -「キャシュカイ」市販モデルが発表。
  - 9月28日 - モンディアル・ド・ロトモビル（パリサロン）に出展。
  - 12月5日 - 英国サンダーランド工場で生産開始。
- 2007年
  - 3月 - 欧州で発売。
  - 6月 - 販売好調のため、英国日産サンダーランド工場に240万ポンドの追加投資が行われ[7]、生産台数を20%増強[8]。
  - 11月 - 同月最終週に欧州市場での販売累計台数が10万台を突破[8]。
- 2008年
  - 1月 - NMUKが年間20万台の生産能力増強を発表[9]。キャシュカイ+2の生産を開始。
  - 3月12日 - 中国にて発売（中国語表記は逍客）。生産は合弁企業である東風汽車有限公司が行っている。
  - 10月 - 欧州で「キャシュカイ+2」が発売。
- 2009年
  - 5月 - 英国で「n-テック」が発売。
- 2010年
  - 3月 - 中国生産車を除きマイナーチェンジ[5]。
- 2011年
  - 10月 - 欧州仕様車から2.0Lディーゼル搭載車が廃止され、代わって1.6Lディーゼル車が設定された[4]。

## 2代目 J11型（2013年 - ）

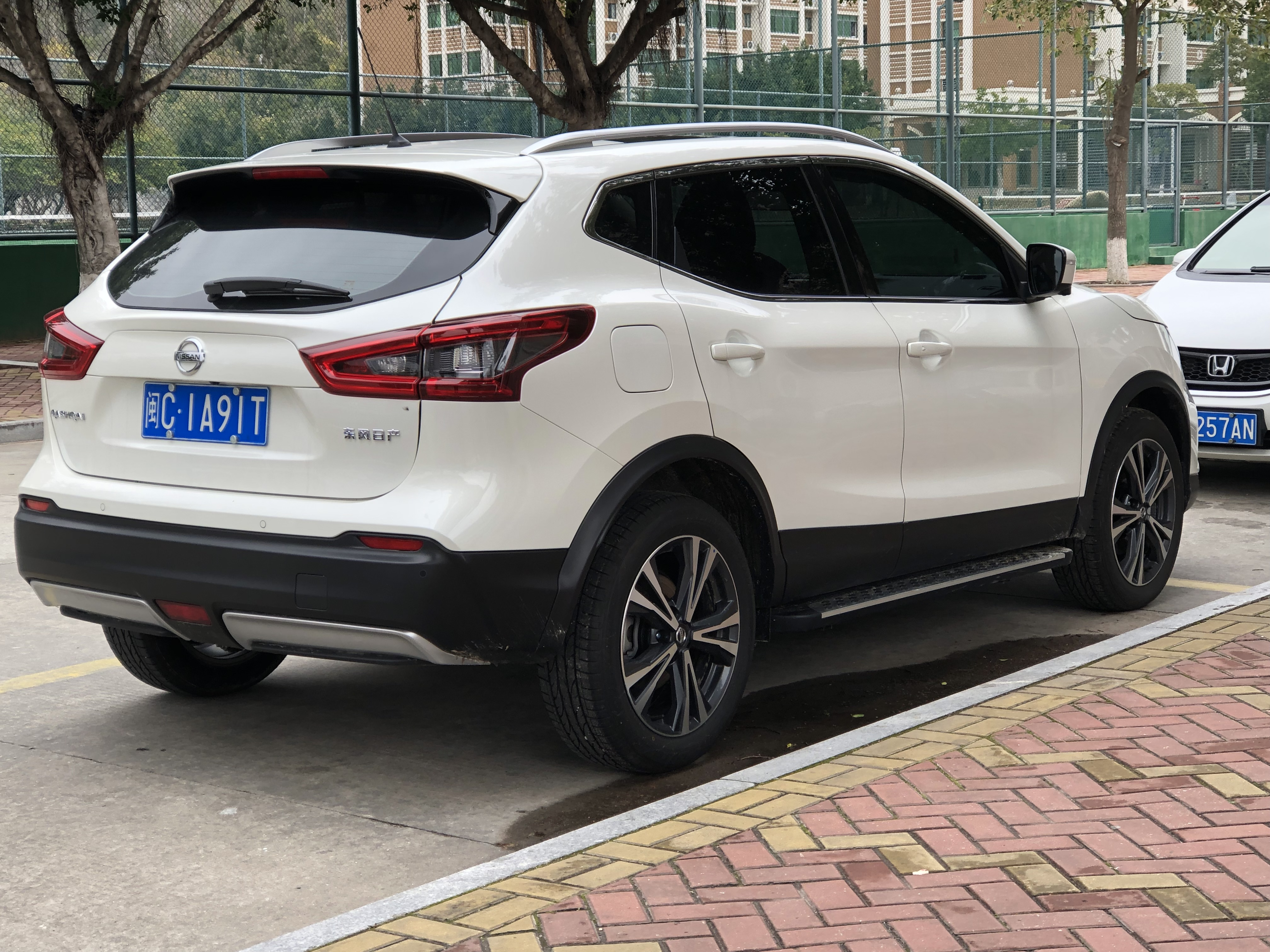
中国仕様リア（フェイスリフト後）

2014年2月に英国市場での販売を開始後、欧州各国に導入。ボディは1種類のみとなり、+2はT32型エクストレイルを後継車種として廃止された。
プラットフォームは先代のCプラットフォームに代え、新開発のCMFを採用。エクステリア/インテリアとも兄弟車種であるエクストレイル/ローグのデザインテイストを色濃く踏襲するが、リヤコンビネーションレンズやバンパーなど細部のデザインは異なる。
エンジンについては1.2L直噴ターボガソリンエンジンとディーゼルエンジン2種がルノー製、1.6L直噴ガソリンと2.0L直噴ガソリンエンジンが日産主導開発のものとなった。欧州市場ではエクストレイルとの棲み分けを明確化するため、ガソリン、ディーゼルとも先代よりも若干のダウンサイジングが図られ、全エンジンの排気量が2.0L未満となっているが、後に登場したアジア・オセアニア仕様、北米仕様では2.0L直噴ガソリンエンジンを組み合わせている。
オーストラリアで販売される車両はイギリス工場から輸入されるが、ライトスイッチレバーは現地の標準に合わせてステアリングホイールに対して右側配置となっている。
中国市場では3代目の登場後も「キャシュカイクラシック」として2代目が併売され、2024年には内外装を大幅に変更したビッグマイナーチェンジ版の「キャシュカイグローリー」に移行している。

### 年表
- 2013年11月7日 - 欧州日産がロンドンで市販モデルを発表[12]。
- 2014年
  - 1月22日 - 英国日産・サンダーランド工場での生産を開始。
  - 2月 - 英国市場での販売を開始。
  - 5月 - 韓国日産によって釜山モーターショー2014に出品され、同年秋に1.6Lディーゼル搭載車が韓国市場で発売開始予定とアナウンスされた。
  - 6月 - 豪州市場で先代のデュアリスからキャシュカイに車名を変更して販売を開始。グレード設定は「ST（2.0Lガソリン・6MT/CVT）、「Ti（2.0Lガソリン・ 6MT/CVT）」、「TS（1.6L dCi・CVT）」、「TL（1.6L dCi・CVT）」の4種。
  - 7月 - ニュージーランド市場での販売を開始。グレード設定は「ST（2.0Lガソリン・6MT/CVT）、「Ti（2.0Lガソリン・ 6MT/CVT）」、「TS（1.6L dCi・CVT）」の3種。
  - 11月 - ローグと入れ替わる形で韓国で発売。前述の通り、R9M型1.6Lディーゼル搭載車のみが輸入される（2016年に販売終了）。
- 2015年10月 - 東風日産乗用車を通じて中国で発売。1.2L直噴ターボエンジンと2.0L直噴エンジンの2種類が用意され、トランスミッションはエクストロニックCVTのみとなる[13]。
- 2017年1月 - 北米市場への導入を発表。従来のローグセレクトの後継として、ローグとジュークの中間クラスを補完する役割を担う。車名はアメリカ合衆国では「ローグスポーツ」、カナダでは「キャシュカイ」となる。生産はJ10同様、日産自動車九州が担当する。

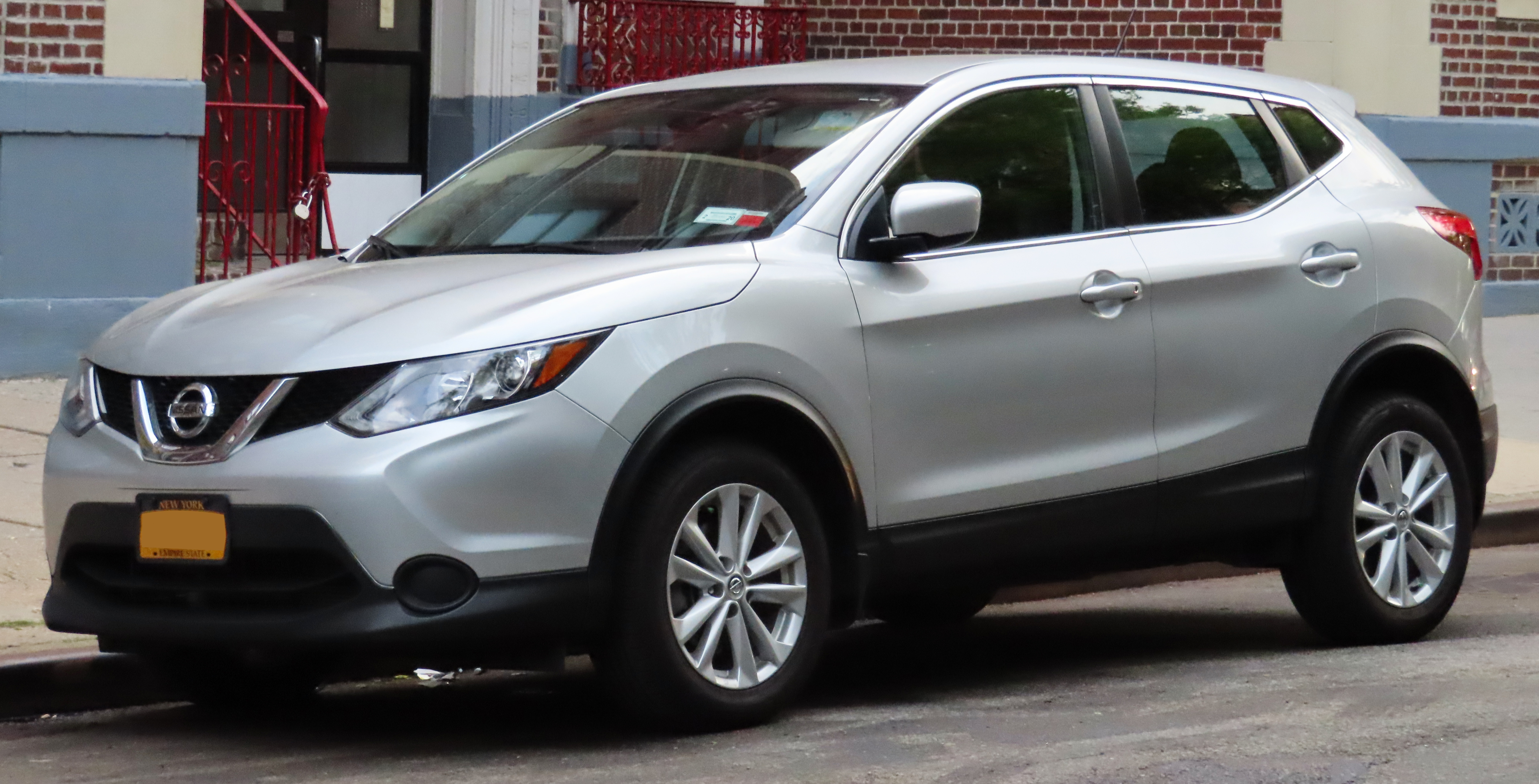
北米仕様ローグスポーツ 前期型
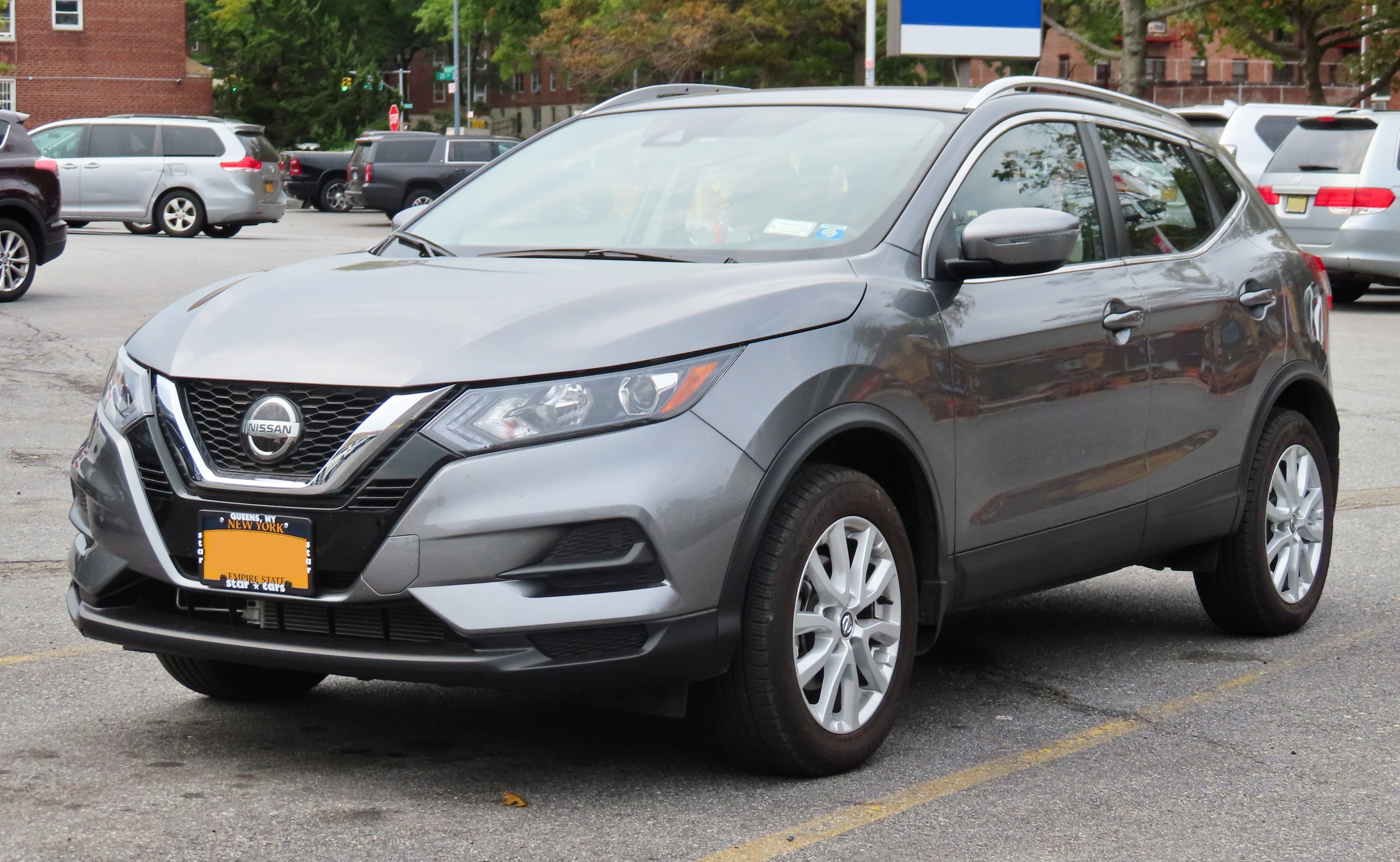
北米仕様ローグスポーツ 後期型
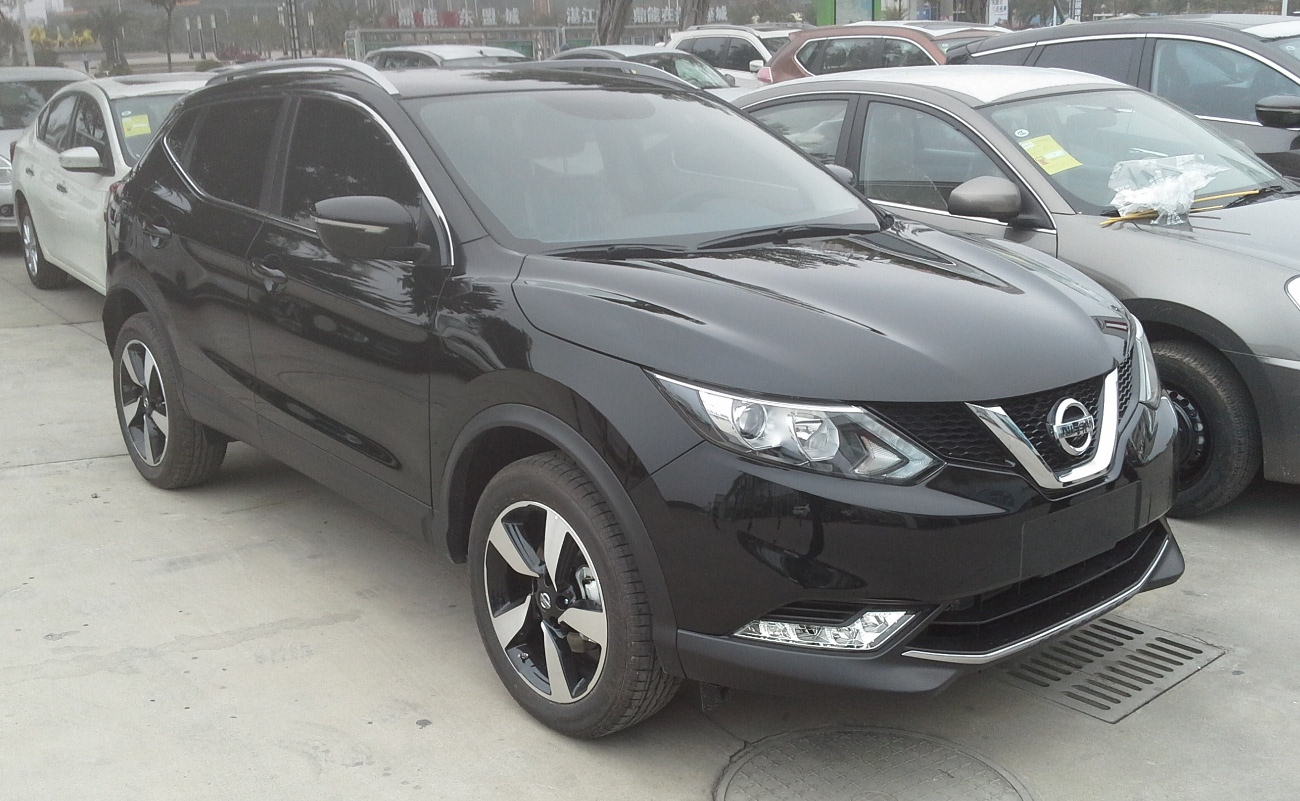
中国仕様
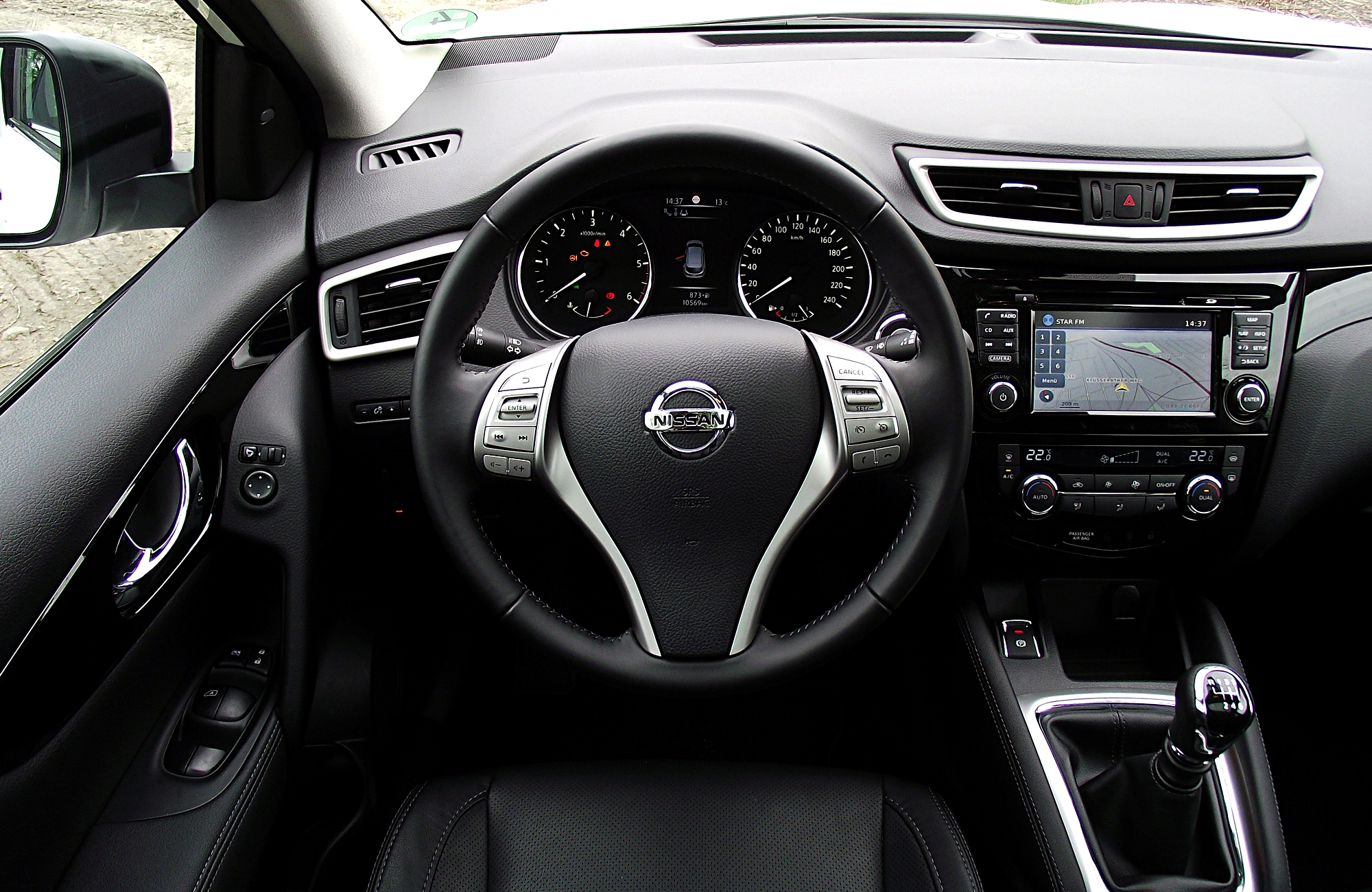
インテリア（フェイスリフト前）
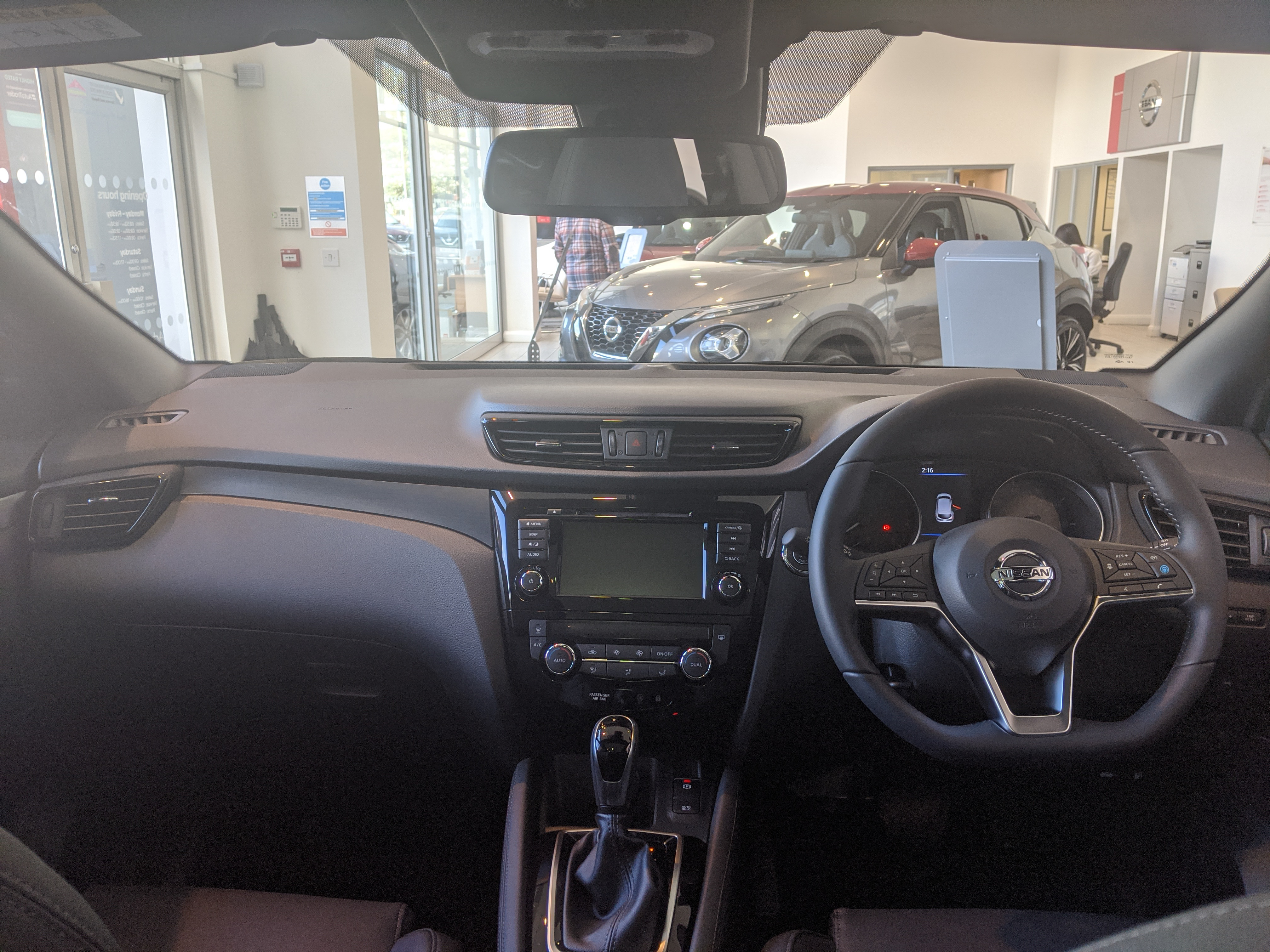
インテリア（フェイスリフト後）

英国をはじめとした主要各国におけるグレード一覧を紹介する（2016年1月現在）。
| 販売国 ＼ グレード | イギリス       | ドイツ | フランス        | スペイン      | オーストラリア | メキシコ      | トルコ                              | 韓国         | 香港                   |
| ------------------ | -------------- | ------ | --------------- | ------------- | -------------- | ------------- | ----------------------------------- | ------------ | ---------------------- |
|                    | TEKNA          | VISIA  | VISIA           | VISIA         | ST             | SENSE         | VISIA                               | 1.6 S        | ベースグレード（無印） |
|                    | VISIA          | TEKNA  | ACENTA          | ACENTA        | Ti             | EXCLUSIVE AWD | TEKNA                               | 1.6 SL       | PLUS                   |
|                    | ACENTA         | ACENTA | CONNECT EDITION | 360           | TS             | ADVANCE       | Sky Pack                            | 1.6 Platinum |                        |
|                    | ACENTA PREMIUM |        | ACENTA          | TEKNA PREMIUM | TL             |               | Black Edition/Black Edition Premium |              |                        |
|                    |                |        |                 |               |                |               | Platinum/Platinum Premium           |              |                        |

## 3代目 J12型（2021年 - ）
北米向けローグスポーツが廃止されたことで、世界的にキャシュカイの車名に統一された。
強度を高め、重量を減らすために、より軽量な材料と最新のプレス技術および溶接技術を構造に使用している。ボンネット、フロントフェンダー、ドアはアルミニウム製で21 kg軽量化され、テールゲートは複合材料製で2.3 kg軽量化されている。
視認性を高めるためにAピラーを細く設計したり、ドアミラーを従来より低い位置でドアパネル取付としている。乗員の後部ニールームは28 mm拡大して608 mmになり、ヘッドルームは15 mm増加した。トランクは、カーゴフロアが低くなり、サスペンションが再設計されたため、50リットル大きくなっている。
ベースエンジンは直噴ターボ技術「DIG-T」を導入したルノー・日産・メルセデスベンツ共同開発の1.3L 直列4気筒エンジンであり、12Vマイルドハイブリッドシステムを組み合わせて搭載。6速マニュアルまたはエクストロニックCVTと組み合わせられる。
さらに2022年には、欧州で初となるe-POWERモデルを追加投入している。e-POWERモデルでは、世界初の可変圧縮比エンジン「VCターボ」が発電専用エンジンとして搭載されており、駆動輪には接続されない。欧州複合モード燃費は18.9km/リットルを達成し、CO2排出量は119g/kmに抑えた。また、e-POWER搭載車ではアクセルペダルのみを使用して始動、加速、減速が可能な「e-ペダル」モードが使用できる。
サスペンションに改良が施され、フロントはマクファーソンストラット式に、リアは駆動方式と仕向地によって異なり、2WDはトーションビーム式に、4WDは20インチホイールの装着に伴いマルチリンク式となるが、豪州仕様等は2WDでもマルチリンク式を採用している。また安全運転支援機能として、プロパイロット（ナビリンク機能付）も搭載される。
2022年の英国自動車販売台数首位を獲得した。
先代に続きオーストラリアで販売される車両はイギリス工場から輸入されるが、ライトスイッチレバーは現地の標準に合わせてステアリングホイールに対して右側配置となっている。
2024年にはフェイスリフトが行われた。フロントデザインは従来の「Vモーション」とは大きく異なり、日本の甲冑の“鱗”からインスピレーションを受けたグリルを採用した。新形状のヘッドライトはグリルと一体化させ、大きな逆三角形を構成するデザインとなっている。ホイールは新たにダイヤモンドカットデザインのものを採用。グレードにより18インチから20インチが用意されるが、20インチはクラス最大である。リアはボディ同色の面が増えたことに加えて、ユニット内のライト構成を変更した新デザインのテールランプを採用された。新たに用意される「N-Design」グレードは、フェンダーアーチやドア下部などの樹脂パネル、フロントバンパーの下部をボディ同色塗装化し、ロアグリル周辺にはグロスブラックのアクセントが施されるなど、上質で都会的なスタイリングを実現した。
インテリアでは、上級グレードで新たにキルティングプレミアムレザーを採用。インパネやドアトリム、コンソールなどにもアルカンターラ素材を用い、さらにアンビエントライトも装備するなど、上級SUV並みの豪華な仕立てとなっている。また、センターコンソールやインパネ中央の加飾には日本的なデザインの新パターンが採用される。さらに、アラウンドビューモニター機能が強化されており、フロントカメラの視野角が200度に広がった。

### エンジン
| マイルドハイブリッド | マイルドハイブリッド     | マイルドハイブリッド | マイルドハイブリッド   | マイルドハイブリッド       | マイルドハイブリッド             |
| エンジン             | タイプ                   | 排気量 (cc)          | 最高出力 (kW (PS)/rpm) | 最大トルク (Nm (kgm)/rpm)  | 備考                             |
| -------------------- | ------------------------ | -------------------- | ---------------------- | -------------------------- | -------------------------------- |
| HR13DDT              | 直列4気筒DOHC 直噴ターボ | 1,332                | 103 (140) / 5,000      | 240 (24.5) / 1,650 - 4,000 | 140PS仕様                        |
| HR13DDT              | 直列4気筒DOHC 直噴ターボ | 1,332                | 116 (158) / 5,500      | 260 (26.5) / 1,800 - 4,000 | 158PS仕様                        |
| e-POWER              |                          |                      |                        |                            |                                  |
| エンジン             | タイプ                   | 排気量 (cc)          | 最高出力 (kW (PS)/rpm) | 最大トルク (Nm (kgm)/rpm)  | 備考                             |
| KR15DDT              | 直列3気筒DOHC 直噴ターボ | 1,477                | 116 (158) / 4,600      | 250 (25.5) / 2,400 - 4,400 |                                  |
| 電気モーター         | -                        | -                    | 190 (142; 193)         | 330 (33.7)                 | システム出力およびシステムトルク |

### 年表
- 2021年2月19日 - 3代目へフルモデルチェンジし、同年夏より欧州市場へ投入することが発表された[14]。
- 2022年3月7日 - e-POWER搭載車をラインアップに追加[15]。
- 2022年10月18日 - インドで初公開[20]。現地テストの後正式に販売される予定。
- 2022年6月 - 豪州で発表。1.3Lガソリンエンジン+CVTのみで、ST, ST+,ST-L, Tiの4グレード構成。
- 2023年11月 - 豪州でe-POWER搭載車発表(Tiのみ)
- 2024年4月17日 - フェイスリフトが実施され、内外装デザインが大幅に変更された[17]。パワートレインは従来型から変更はない。

## 車名の由来
- 「QASHQAI（キャシュカイ）」はイランの遊牧民「Qashqai（ガシュガーイー）族」から来ている。語感としては、羊の群れを連れて山岳地帯をどこまでも移動する力強さをイメージしている。なお、中国仕様車に用いられる漢字表記の「逍客」についても「遊牧民」を意味する[9]。